# Phyllida Law
Phyllida Ann Law (Glasgow, Skócia, Egyesült Királyság, 1932. május 8. –) brit (skót) színpadi, film- és televíziós színésznő.  Ismert szerepei közé tartozik Ursula a Sok hűhó semmiért-ben (1993) és Elspeth a Téli vendégben (1997). A Brit Birodalom Rendje tiszti osztályának (OBE) birtokosa. Emma Thompson és Sophie Thompson színésznők édesanyja.

## Élete

### Színészi pályája
Glasgow-ban született, szülei William Law újságíró és Megsie „Meg” Law (leánykori nevére nincs adat).
1958-ban debütált a The Lost King című televíziós történelmi sorozatban. Később sok brit televíziós szerepet kapott, különböző műfajú sorozatokban, a krimitől a drámán keresztül a könnyű vígjátékokig.
Színpadon ritkán látható. 1986-ban Jacqueline szerepét játszotta az Őrült nők ketrece c. musical ősbemutatóján, a londoni Palladium színházban.
A vele készült játékfilmek közül említendő az 1992-es Szilveszteri durranások (1992) c. vígjáték, amelyet veje, Kenneth Branagh rendezett és szerepelt is benne. Az ugyancsak Branagh által rendezett Sok hűhó semmiért című 1993-as mozifilmben Law és leánya, Emma THompson együtt szerepelt, mint Ursula és Beatrice. 1997-ben anya és leánya ismét együtt szerepelt az Alan Rickman által rendezett Téli vendég c. filmdrámában, ahol szerepük szerint is anyát és leányát játszották (Elspeth és Frances). Ugyanebben az évben Law szerepelt a Bernard Rose által rendezett Anna Karenina-filmben; Sophie Marceau, Sean Bean és Alfred Molina mellett.
2007-ben szerepet kapott két Ki vagy, doki? „spin-off” sorozatában, a Sarah Jane kalandjai több epizódjában, mint Bea Nelson-Stanley. Ugyanebben az évben nagynéni-szerepet játszott a Kingdom – Az igazak ügyvédje sorozatban, a főszereplő Stephen Fry körül. 2008-ban vendégszerepelt a Foyle háborúja c. bűnügyi sorozatban is.
2009-ben kiadta első könyvét, Notes to my Mother-In-Law címmel, amely arról a 17 évről szól, amikor Law anyósa, Annie Thompson velük lakott, az 1960-as évek közepétől haláláig. 2012-ben John Hurttel együtt szerepelt Love at First Sight c. rövidfilmben, amit Oscar-díjra jelöltek.
Magyar szinkronhangját Kassai Ilona, Pásztor Erzsi, Gyimesi Pálma, Mednyánszky Ági, Bókai Mária, Dallos Szilvia,  Dallos Szilvia, Illyés Mari és Tímár Éva adták.

### Magánélete
1957 május 25-én feleségül ment Eric Thompson színészhez. Két leányuk született, Emma Thompson (1959) és Sophie Thompson (1962), mindketten sikeres színésznők lettek. Eric Thompson 1982. november 30-án elhunyt. Law rendszeresen ad interjúkat, részt vesz elhunyt férjének munkásságát bemutató dokumentumfilmek készítésében, így pl. a 2010-es Thompson and the Magic Roundabout című összeállításban, Emma Thompsonnal és Fenella Fieldinggel együtt.

## Főbb filmszerepei
- 1958: The Lost King, tévésorozat; Madame de Brézé
- 1961: Boyd Q.C., tévésorozat; Susan Boyd
- 1963–1965: Dixon of Dock Green, tévésorozat; Ruth Beckett / Rosie McCallion
- 1969: Banditák hálójában (Otley); Jean
- 1973: Hitler: The Last Ten Days; Manzialy kisasszony
- 1973: A Picture of Katherine Mansfield, tévésorozat; Linda Burnell / Mrs. Beauchamp
- 1966–1974: Jackanory, tévésorozat; mesélő
- 1971–1975: Ház az Eaton Place-en (Upstairs, Downstairs), tévésorozat; Lady Constance Weir
- 1978: Come Back, Lucy, tévésorozat; Gwen néni
- 1983: Meghökkentő mesék (Tales of the Unexpected), tévésorozat; A Sad Loss c. epizód, Maggie Patton
- 1984: Strangers and Brothers, tévésorozat; Mrs. Henneker
- 1984: János király (The Life and Death of King John), tévésorozat; Lady Faulconbridge
- 1986: Hell’s Bells, tévésorozat; Edith Makepeace
- 1989: Viszontlátásra (Till We Meet Again), tévé-minisorozat; Annette de Lancel
- 1989: Agatha Christie: Poirot, Halloween és halál c. rész; Mrs Llewellyn-Smythe
- 1992: Szilveszteri durranások ( Peter’s Friends); Vera
- 1993: Sok hűhó semmiért (Much Ado About Nothing); Ursula
- 1993: Az ifjú Indiana Jones kalandjai (The Young Indiana Jones Chronicles), tévésorozat; Signora Reale
- 1994: Taggart felügyelő (Taggart), tévésorozat; Joan Mathieson
- 1994: Eső előtt (Pred doždot); anya
- 1994: Heartbeat, tévésorozat; Nancy Bellow
- 1994: Junior, Dr. Talbot
- 1995: Hamish Macbeth, tévésorozat; Vicky Jeffreys
- 1996: Emma; Mrs Bates
- 1997: Anna Karenina; Vronszkaja
- 1997: Téli vendég (The Winter Guest); Elspeth
- 1998: Halálos szenvedély (I Want You); nő a fodrásznál
- 1998: Az áruló csókja (Judas Kiss); sikoltozó nő
- 1998: Dangerfield, tévésorozat; Elaine Porter
- 1999: Harmincasok klubja (Wonderful You); Eva
- 1999: Kisvárosi gyilkosságok (Midsomer Murders), tévésorozat; „Egy polgár rejtélyes halála” c. epizódban; Felicity Dinsdale
- 1999: A koboldok varázslatos legendája (The Magical Legend of the Leprechauns), tévé-minisorozat; Lady Margaret
- 2000: Fűbenjáró bűn (Saving Grace); Margaret
- 1998–2000: Mrs. Bradley titokzatos esetei (The Mrs Bradley Mysteries), tévésorozat; Isobel Marchant
- 2002: Az időgép (The Time Machine); Mrs. Watchit
- 2002: Foggal és fegyverrel (Two Men Went to War); Faith
- 2003: Megfestett sors (Brush with Fate), tévéfilm; Maria
- 2003: Csak a zene (I’ll Be There), Mrs. Williams
- 2004: Kísért a múlt (Waking the Dead), tévésorozat; Mrs. Carstairs
- 2004: Titkok kertjei (Rosemary & Thyme), tévésorozat; May Beauchamp
- 2005: A nyakörv (Unleashed); finom úriasszony
- 2005: Misi, a víziszörny (Mee-Shee: The Water Giant), animációs film; Mrs. Coogan (angol) hangja
- 2005: Út a mennyországba (A Little Trip to Heaven); igazgatónő
- 2005: Nanny McPhee – A varázsdada (Nanny McPhee), animációs film; Mrs Partridge (angol) hangja
- 2005: Médium – A túlvilág kalandorai (Afterlife), tévésorozat; Irene Moser
- 2006: A harag napja (Day of Wrath); Esperanza de Mendoza
- 2006: Beethoven árnyékában (Copying Beethoven); Canisius anya
- 2006: Doktorok (Doctors), tévésorozat; Lila Parker
- 2006: Sarah, drága (Mia Sarah); Sarah
- 2006: Miss Potter; Mrs. Warne
- 2007: A váró (The Waiting Room); Helen
- 2007: Miss Austen bánata (Miss Austen Regrets), tévéfilm; Mrs. Austen
- 2007: Sarah Jane kalandjai (The Sarah Jane Adventures), tévésorozat; Bea Nelson-Stanley
- 2008: Foyle háborúja (Foyle’s War), tévésorozat; Lady Muriel Sackville
- 2007–2009: Kingdom – Az igazak ügyvédje (Kingdom); tévésorozat, Auriel néni
- 2009: Doc Martin, tévésorozat; Mrs McLynn
- 2010: Agatha Christie: Poirot, A hihetetlen betörés c. rész; Lady Carrington
- 2010: Arrietty – Elvitte a manó (Kari-gurashi no Arietti), animációs film; Sadako (angol) hangja
- 2011: Kisvárosi gyilkosságok (Midsomer Murders), tévésorozat; „Szövevényes titkok” c. epizódban; Mary Bingham
- 2012: A másik feleség (The Other Wife), tévé-minisorozat; Lady Anne Meriot
- 2012: Álom és szerelem (Rosamunde Pilcher), tévésorozat; Lady Anne Meriot
- 2014 A virág románca (A Little Chaos); Suzanne
- 2016: Pékségem Brooklyban (My Bakery in Brooklyn); pék az iPad-en
- 2020: Then Came You; Arlene Awd

- Law átveszi a díszdoktori címet Muhammad Yunus-tól, a glasgow-i Caledonian University kancellárjától (2013)
- Law és leányai, Sophie Thompson és Emma Thompson, a Buckingham-palota előtt, az OBE beiktatás napján (2014)

## Elismerései
- 2013. július 4.: Megkapta a glasgow-i Caledonian University és a glasgow-i Royal Conservatoire of Scotland díszdoktori címeit.[8]
- 2014. június 14.: a királynő hivatalos születésnapján kitüntették A Brit Birodalom Rendje tiszti osztályával (OBE), drámai színészi teljesítményéért és jószolgálati munkájáért.[9]

## További információ
- Phyllida Law a PORT.hu-n (magyarul)
- Phyllida Law az Internetes Szinkronadatbázisban (magyarul)
- Phyllida Law az Internet Movie Database-ben (angolul)
- Phyllida Law a Rotten Tomatoeson (angolul)
- Phyllida Law az AlloCiné weboldalán (franciául)
- Phyllida Law Profile. Famousfix.com. (Hozzáférés: 2023. január 18.)
- Phyllida Law Pictures. ZimBio.com, 2023. január 23.